# 포천 구읍리 미륵불상
포천 구읍리 미륵불상은 대한민국 경기도 포천시 군내면 구읍리에 있다. 1986년 4월 9일 포천시의 향토유적 제6호로 지정되었다.

## 개요
고려시대 제작된 거대한 일체형 불상이다.